# 珠田乡 (万年县)
珠田乡，是中华人民共和国江西省上饶市万年县下辖的一个乡镇级行政单位。

## 行政区划
珠田乡下辖以下地区：
坪上村、库田村、越溪村、榜林村、珠田村、珠湾村和丰林村。